# Алопатрія
Алопатрія — широко розповсюджений тип видоутворення, за якого види виникають з популяцій з ареалами, які не перекриваються.
Будь-яка популяція (чи група популяцій), ізольована географічно протягом тривалого часу, неминуче набуває специфічних рис, які пов'язані з генетичними змінами, головно з огляду на різні напрямки й інтенсивність природного добору. Так, на різних островах з групи Галапагоських виникли різні види в'юрків, пристосовані харчуватися різними типами їжі: від повністю комахоїдних до зерноїдних особин. Тут територіальна ізоляція сприяла швидкому виникненню нових видів.
Якщо ізоляція між алопатричними групами повна, і відхилення, що виникло, закріпилось генетично, то при зустрічі представники таких популяцій не можуть схрещуватись, і, таким чином, обмінюватись генетичним матеріалом, що могло б знівелювати відмінності, що проявилися. В таких випадках алопатричні форми визнаються окремими нововиниклими видами. Наприклад, види мартинів, з'єднаних між собою ланцюгом підвидів, не схрещуються в природі при спільному мешканні на Балтійському морі.
Алопатрія притаманна групам з таксономічним рангом як вище, так і нижче виду.
Між алопатрією та симпатрією існують переходи.
Алопатричність (від алло … і грец. patris — батьківщина) — 1) географічне видоутворення, спосіб формоутворення в процесі  еволюції, при якому нові форми організмів ведуть початок від споріднених груп з ареалами, що не перекриваються (ізольовані). Наприклад, на різних островах  галапагоського архіпелагу виникли різні види  в'юрків, на що звернув увагу ще  Ч. Дарвін; 2) просторова взаємозамінність — зміна близьких форм живого, що займають подібні  екологічні ніші.